# Балларат
Балларат (англ. Ballarat) — місто у штаті Вікторія, розташоване у передгір'ї Великого водороздільного хребта, приблизно за 105 км на північний захід від столиці штату Мельбурна. Третє найбільш густонаселене місто у штаті Вікторія. Населення міської території становить 94 088 чоловік.
Назву місту надав шотландський поселенець Арчибальд Юілл, який почав розводити тут овець (вівчар — Ballaarat), 1837 Іншим варіантом походження назви є місцеве словосполучення balla arat, що означає 'місце відпочинку'. Правопис було спрощено протягом деякого часу.
Балларат — одне з найістотніших міст Вікторії, місто, що виникло в результаті економічного підйому Австралії. 21 серпня 1851 поблизу міста було знайдено золото, і, як потім виявилось, тут його було вкрай легко видобувати. Новини про знахідку швидко поширювались, що спричинило початок золотої лихоманки. Це стало приводом для переселення до цієї місцевості 10 000 мігрантів з усього світу. Протягом року звичайне фермерське господарство перетворилось на головне місто у нещодавно проголошеній Колонії Вікторія. Перший штампувальний завод для обробки золота в Австралії було споруджено у Баллареті 1854.
Балларет став місцем Повстання Еврика, єдиного озброєного громадянського повстання у австралійській історії, яке мало місце 3 грудня 1854. Цей випадок інколи пов'язують із зародження демократії у Австралії. Розквіт Балларету тривав до кінця XIX століття. Зрештою важливість міста відносно Мельбурну та Джелонга поступово знизилась із зменшенням обсягів видобутку золота.

## Історія
До приходу європейців місцевість займали поселення аборигенів. 1837 сюди прийшли шотландські поселенці, що розмістили свої сільськогосподарські угіддя на території 10000 акрів. Цю місцевість почали називати Болотом Юілла. Це пов'язано з тим, що свій дім Арчибальд Юілл збудував на Чорному Болоті у 1838. 21 серпня 1851 Джон Данлоп і Джеймс Реган знайшли тут декілька унцій золота, але протягом декількох днів донесення про це було відправлено до центру регіону. Так почалась золота лихоманка у Вікторії, яка зрештою призвела до виникнення глибокої гірничої промисловості у районі Балларату. Золоті копалини Балларату здобули міжнародну славу, і почався величезний приплив іммігрантів з усього світу, включаючи переселенців з Ірландії та Китаю, які оселялись у бараках навколо струмків та пагорбів. 1 листопада 1851 у Баллараті відкрилось перше поштове відділення. Громадянська непокора у Баллараті призвела до першого і єдиного озброєного громадянського повстання у Австралії (повстання Еврика), що мало місце у Баллараті 3 грудня 1854. Приводом для цього стала загибель 22 шахтарів, а внаслідок, як вважають, повстання відіграло вирішальну роль у австралійській історії.
Протягом 1860-их років Балларат існував та розвивався за рахунок видобутку золота. Впевненість ранніх громадян міста у стабільному майбутньому їхнього міста легко бачити у забудівлі міста (добротність архітектури будівель загального використання, житлових будинків тощо), розвиткові розважальних закладів та багатстві комерційних закладів і приватного житла. Залізниця прийшла до міста з відкриттям залізничної лінії Джелонг — Балларат у 1862 року. 1871 Балларат отримав статус міста. У період з 1880-их до початку XX-го століття Балларат здійснив успішний перехід від міста золотої лихоманки до індустріального міста. У грудні 1889 було закінчено будівництво залізничної лінії до Мельбурна. На рубежі століть розвиток Балларату майже зупинився. Перша світова війна внесла свої корективи, і загальна криза призвела до поступової втрати статусу першого провінційного міста. Провінційне життя «перемістилось» до Джелонга.
Тим не менше, у післявоєнний період зростання Балларату продовжилось, місто розширювалось на північний захід, а гостра повоєнна житлова криза була пом'якшена запровадженням житлової реформи, здійсненої владою Вікторії. Первинно планувалось зведення більш ніж 750 готових будівель. Головне будівництво здійснювалось між 1951—1962 роками. Протягом 1970-их було зведено ще 300 будівель. До 1970-их Балларат почав визнавати свій суттєвий спадок та робити кроки щодо його збереження. З відкриттям Суверен Хіллу місто здійснило швидкі зміни, щоб зробити своє культурне і туристичне призначення головним. Місто продовжувало стабільно зростати. У 2008 муніципальна рада випустила новий план забудівлі міста, який передбачав, щоб розширення міста у наступні 30 років було сконцентровано на захід від центру міста, а також перебудову багатоквартирних будинків старих районів. На сході ж планується щільніша забудівля.

## Географія
Балларат знаходиться у передгір'ях Великого вододільного хребта у Центральній Західній Вікторії. Ця місцевість також відома як Центральна гірська місцевість, названа так завдяки її лагідним пагорбам та відсутності істотних гір, які більше розповсюджено у східних районах Великого вододільного хребта. Особливістю міста є штучне озеро Вендурі (раніше Болото Юілла), навколо якого розташовано одне з багатьох внутрішніх передмість. Центральна частина міста розташована доволі низько і оточена пагорбами, тому небокрай видно лише з пагорбів та зі східних передмість.
У районі Балларату, як все ще вважають, існують великі невідкриті запаси золота. Навколо Балларату розташовано декілька селищ та провінційних містечок, деякі з них мають населення менше, ніж 1000 чоловік.

### Клімат
Балларат належить до зони помірного океанічного клімату з чотирма порами року. Балларат знаходиться на висоті 435 метрів над рівнем моря, тому його середньомісячна температура зазвичай на 3 — 4 градуси Цельсія нижче таких температур у Мельбурні. Максимальна температура січня — 25,0 °C (76,8 °F), мінімальна — 10,8 °C (51 °F). Максимальна температура липня — 10,0 °C (50 °F), мінімальна — 3,2 °C (38 °F).
Щорічний середній обсяг опадів становить 695 міліметрів (27.75 in). Серпень — найвологіший місяць (77 mm/3.0 in). В середньому 198 днів на рік проходить без дощів. Зимою, сніги затримуються на сусідній горі Бунініонг і горі Варренгейп. Легкий снігопад у місті відбувається один раз на декілька років. У прохолодні місяці навколо міста збирається туман.
Найвища температура, яку було зафіксовано у Баллараті, становила 44,1 °C (111,4 °F) 7 лютого 2009 під час сильної спеки у Австралії. Найнижча температура була зафіксована 21 липня 1982 −6,0 °C (21.2 °F).

### Кліматичні катаклізми
- 1869 великий розлив річки Яроуі затопив велику території у нижній частині міста.
- Між 1905 та 1907 у Баллараті пройшла серія зимових заметіль, які практично ховали усе місто під снігом.
- Тривала посуха призвела до першого в історії озера Вендурі пересихання. Це сталося у 2006 і 2007 роках.

## Економіка
Головними джерелами прибутку для міста є сфера послуг, туризм і готельний бізнес, освіта та інформаційні технології. Основними галузями промисловості є сільське господарство та гірнича промисловість.
У середині XIX ст. місто було знамените своїми золотобувними розробками.

## Релігія

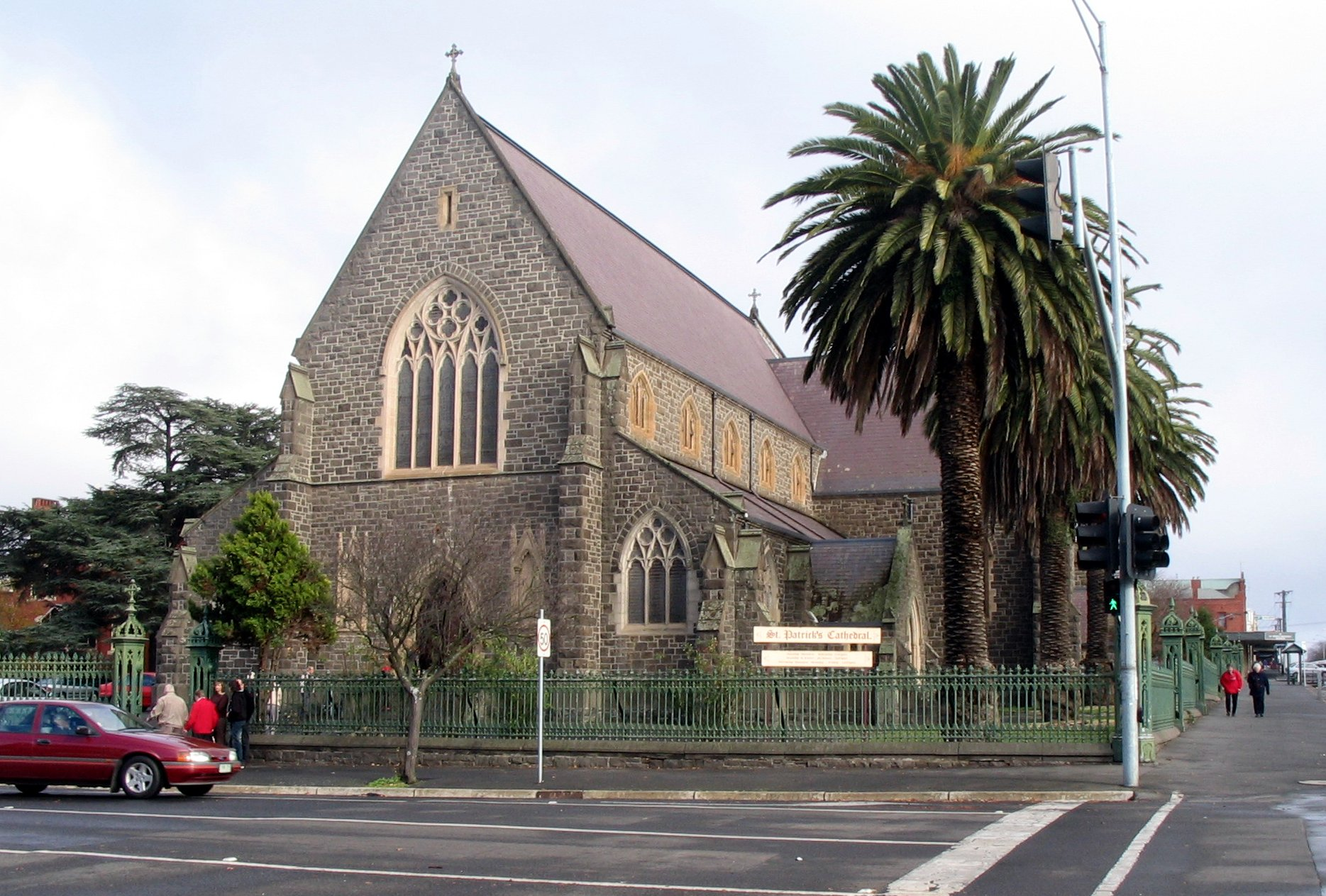
Католицький собор Святого Патріка

Християнство залишається основною релігією у Баллараті (кількість християн становить понад 65 % жителів міста). Католики становлять 27.1 %, англіканці — 15.0 %, пресвітеріани — 4.0 %. Вказані конфесії залишаються найчисленнішими у місті.
Більше 21.6 % жителів Балларату не належать до жодної з релігійних конфесій. Інші релігійні групи, як Буддизм, Юдаїзм та Іслам становлять менше 5 % населення.

## ЗМІ
У Баллараті виходять дві місцеві газети, обидві належать видавничій компанії Rural Press Limited. Кур'єр є щоденною газетою, а Новини Балларету — безкоштовним щотижневиком. Остання розповсюджується містом щосереди та містить в собі новини про події у суспільстві, рекламні оголошення місцевих фірм та розділи оголошень про місцеву нерухомість.

### Радіостанції
- 102.3 FM — 3BA [Архівовано 7 травня 2022 у Wayback Machine.];
- 103.1 FM — FM Power;
- 107.1 FM — Потрійне J (Молодіжне Радіо ABC);
- 107.9 FM — ABC Місцеве Радіо [Архівовано 17 вересня 2010 у Wayback Machine.]; (Фінансується урядом. Місцеві новини, поточні події, легкі розваги та інтерактивний зв'язок)
- 6:21 — Національне радіо АВС;
- 105.5 FM — FM Класика ABC (Станція класичної музики);
- 103.9 FM — Радіо Гарних новин (християнська релігійна станція)

### Телебачення
Телевізійна станція Канал BTV 6 Балларату почав трансляцію дослідних зразків 17 березня 1962.

## Освіта
Балларат є батьківщиною двох університетів — Університет Балларата та університетське містечко Балларату Австралійський католицький університет.
Університет Балларата бере свої витоки від місцевої школи шахт, заснованої 1870, і раніше пов'язана з Мельбурнським університетом. Університет складається з шести університетських містечок, три з яких знаходяться у передмістях Балларату, два — у самому місті та головне університетське містечко поблизу гори Гелен, приблизно за 6 кілометрів (3.75 mi) на південний схід від міста у підніжжі гори Бунініонг.
Австралійський католицький університет почав свою історію як Навчальний коледж ’’Aquinas’’, яким керували Сестри Милосердя Східного Балларату у 1909. Це — єдиний сільськогосподарський університет, який розташовано за межами столичних міст штатів і територій Австралії. Крім того, у Баллараті є три державних середніх школи, а також дві приватні школи: денна шкіл та школа-інтернат. У місті також є декілька публічних бібліотек, найбільшою з яких є Міська бібліотека Балларату.

## Відомі жителі
Декількох колишніх Прем'єр-міністрів було увіковічено у бюстах на бульварі Прем'єр-міністрів у Ботанічному саду Балларата: Альфред Дікін, Сер Роберт Мензіс, Джеймс Скаллін та Джон Кертін. Деякі з Прем'єр-міністрів австралійських штатів також походять з Балларету. Наприклад, Генрі Болт, Стів Брекс, Дункан Джилліс, Томас Голлвей.
Вихідцями з Балларату також є: олімпійський спринтер Стів Монегетті, Тоні Локетт — Легенда Австралійської футбольної ліги, відомий футболіст Боб Девіс.
В місті народились співачка Мері Кольєр і художниця Гільда Ніколас.

## Міста-побратими
- Інагава, Японія, 1988
- Тайїн, Китай, 1998
- Пітерборо, Велика Британія
- Айнару, Східний Тимор

## Цікаві факти
Марк Твен у книзі подорожей «Екватором» писав події австралійської золотої лихоманки:
| «…там де нині стоїть місто Балларат, були безлюдні лісисті землі, тихі й прегарні, як рай… 27 серпня 1851 року тут виявили колосальне родовище золота. Звістка щодо знахідки рознеслася миттєво — зі швидкістю блискавки облетіла всю земну кулю. Навряд чи історія знає місто, яке зажило світової слави так швидко. Ніби назва «Балларат» раптом спалахнула на небі вогняними літерами й усі прочитали її одночасно… Протягом одного місяця в Мельбурні висадились сто тисяч чоловік, що прибули із Англії та інших країн, і вони наводнили копальні. Як дивно розживалися ці люди! Прибульці встигали збагатитися, доки розвантажувалось і знов завантажувалось їх судно… Верхній шар балларатської землі був повний золотом…» |

## Галерея

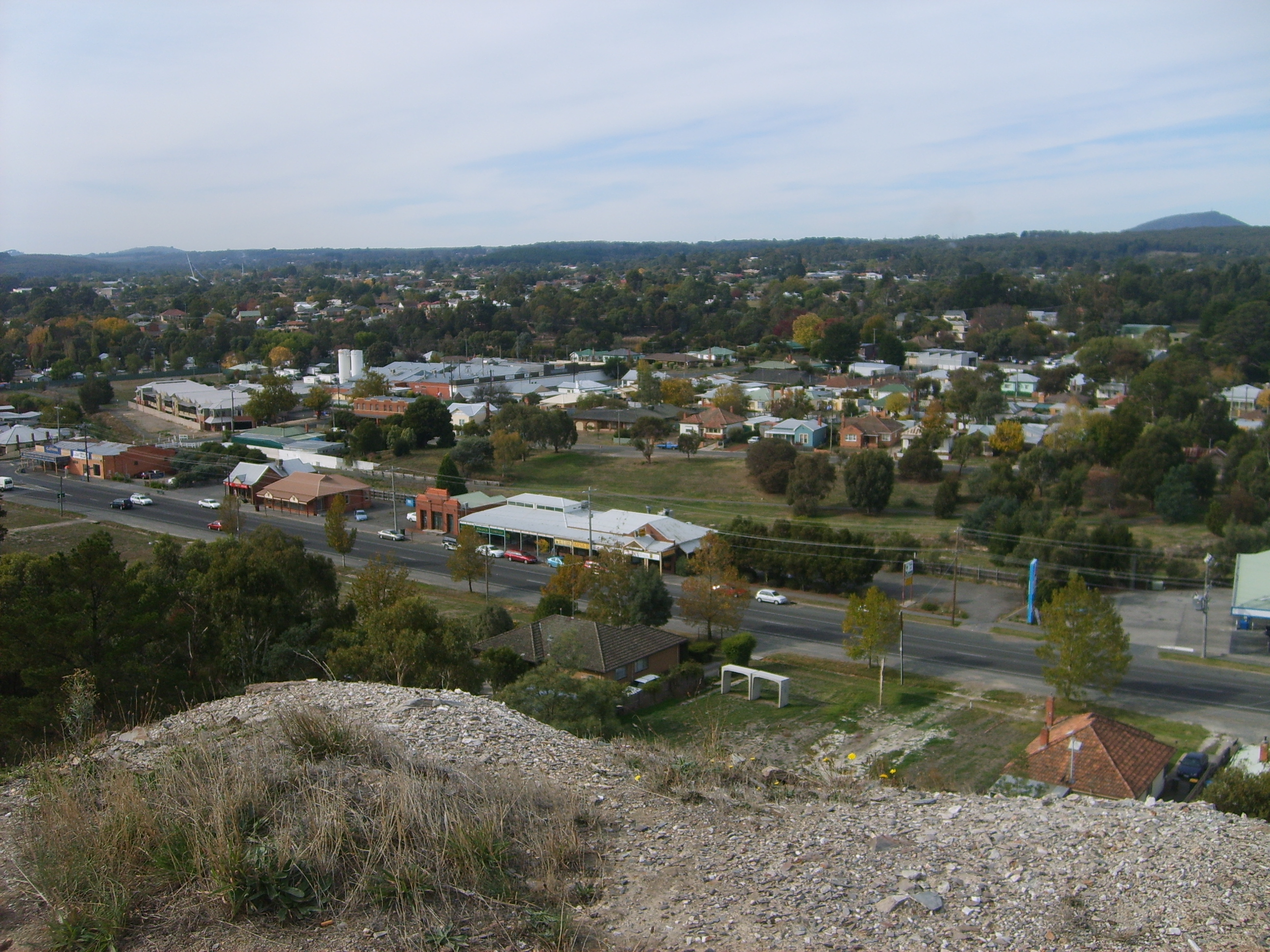
Балларат
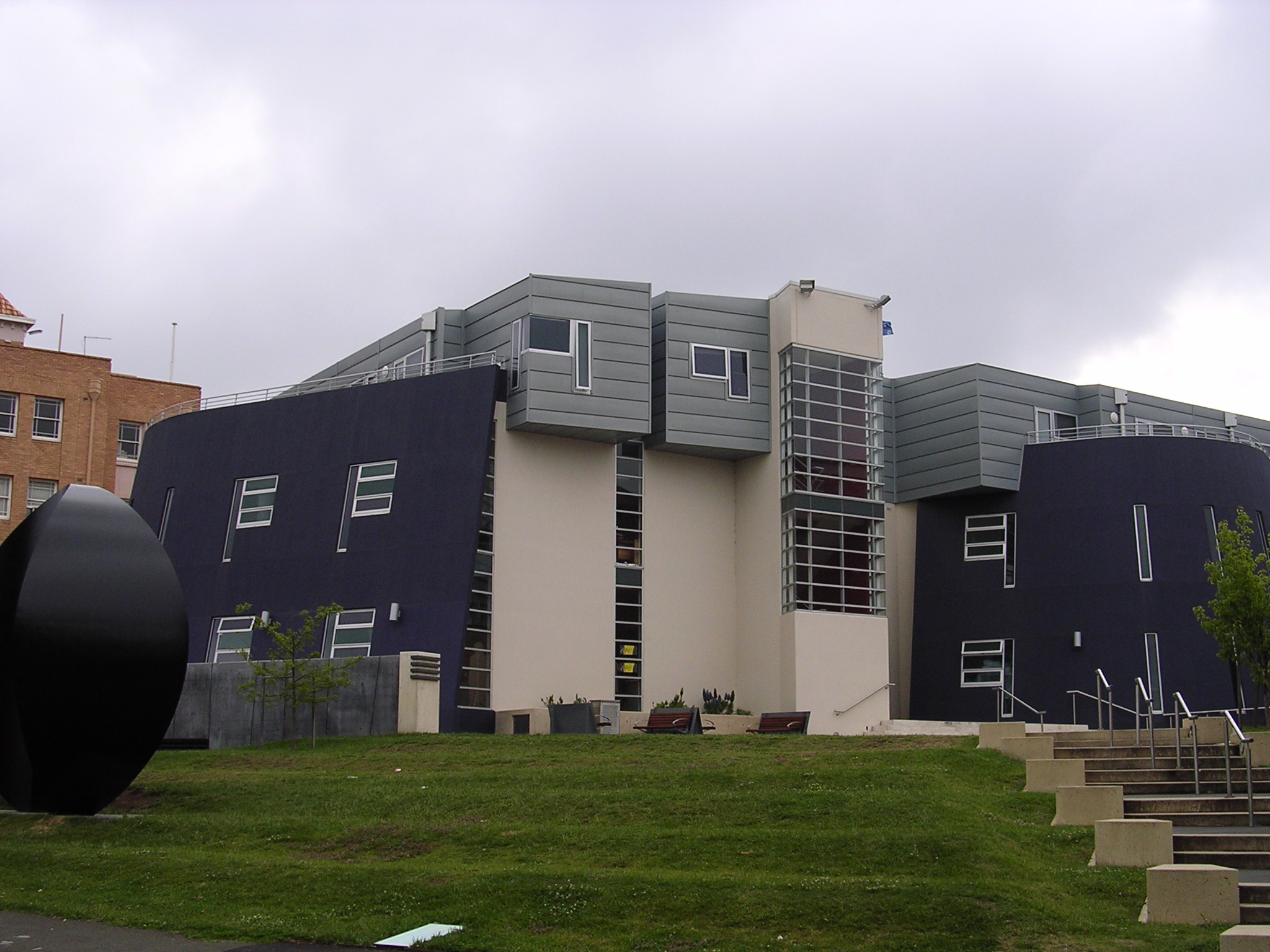
Університет Балларату
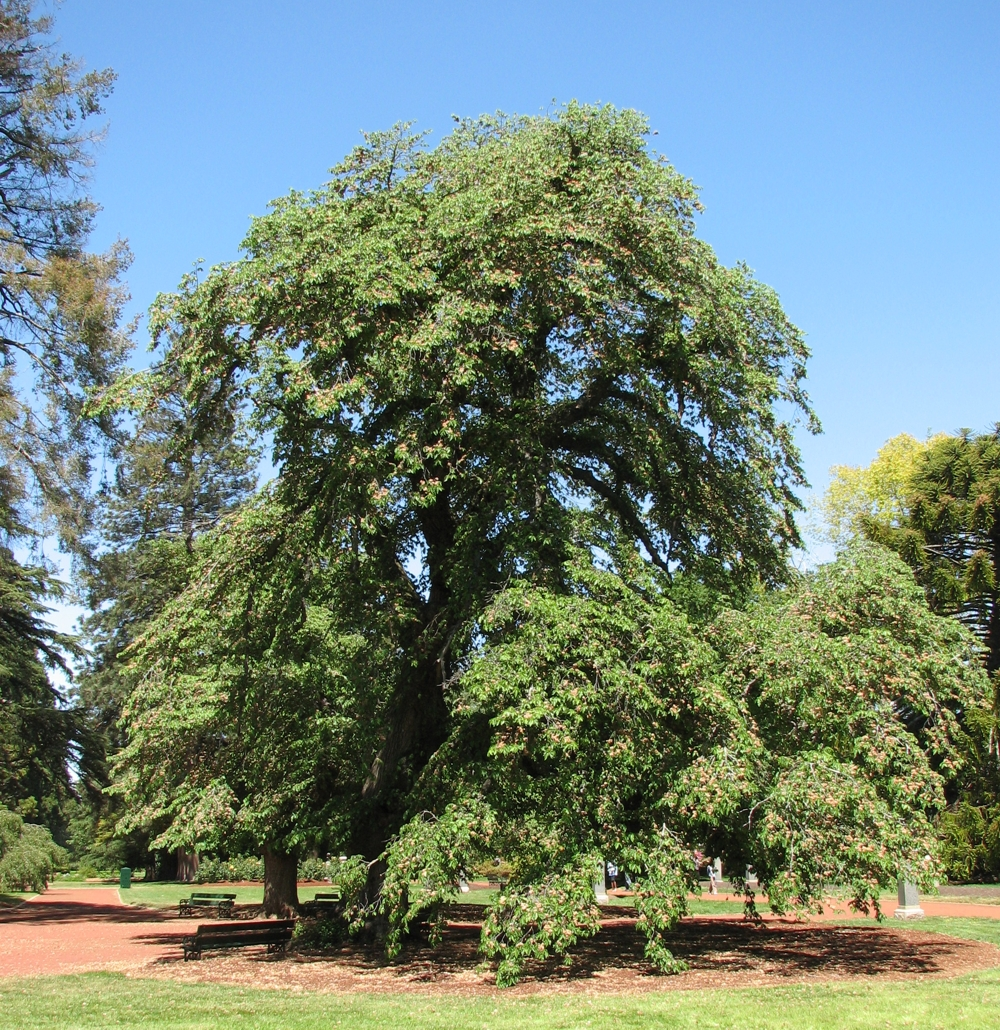
В'яз гірський в ботанічному саду Балларата
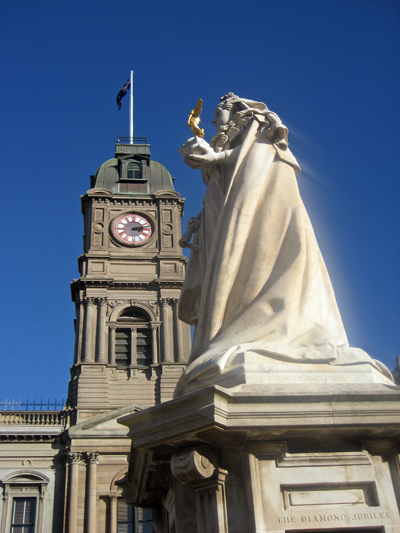
Королева Вікторія перед баштою ратуші Балларат
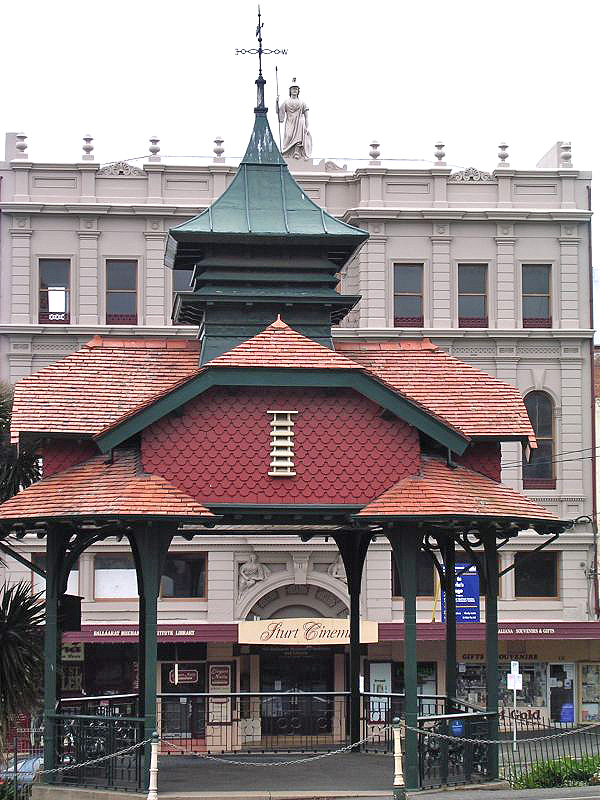
Меморіал Титанику перед будинком Інституту Механіки
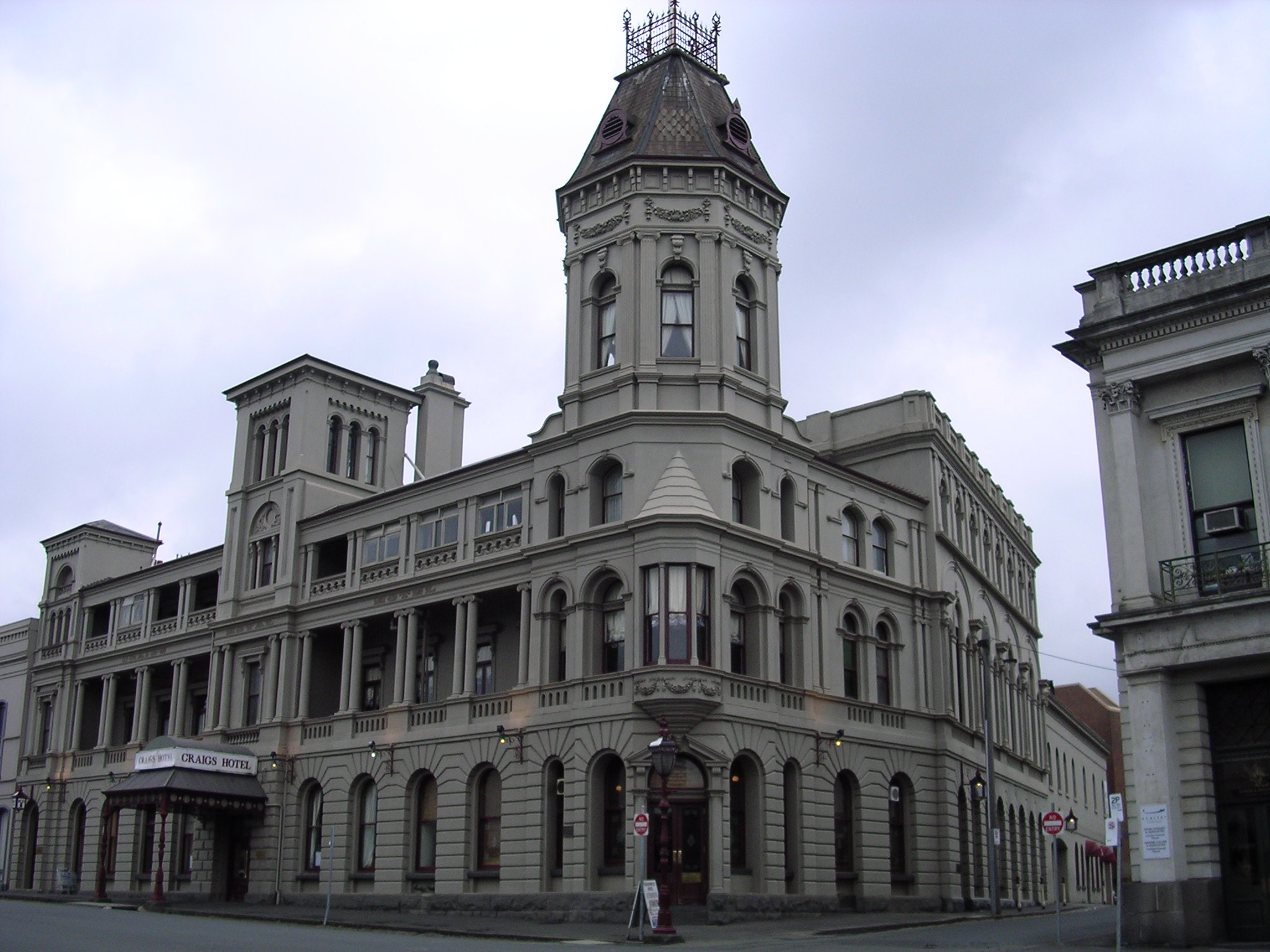
Готель «Craigs»